# Aurós (Losera)
Aurós (en francès Auroux) és un municipi francès situat al departament del Losera i a la regió d'Occitània.